# Bistum Pavia
Das Bistum Pavia (lat. Dioecesis Papiensis, italienisch Diocesi di Pavia) ist eine in Italien gelegene Diözese der römisch-katholischen Kirche mit Sitz in Pavia.
Das Bistum wurde im 1. Jahrhundert gegründet. Es erlangte als erste Diözese in der Westkirche die Exemtion (710–1803) vom Metropolitanverband. Heute untersteht es als Suffraganbistum dem Erzbistum Mailand.

## Weblinks

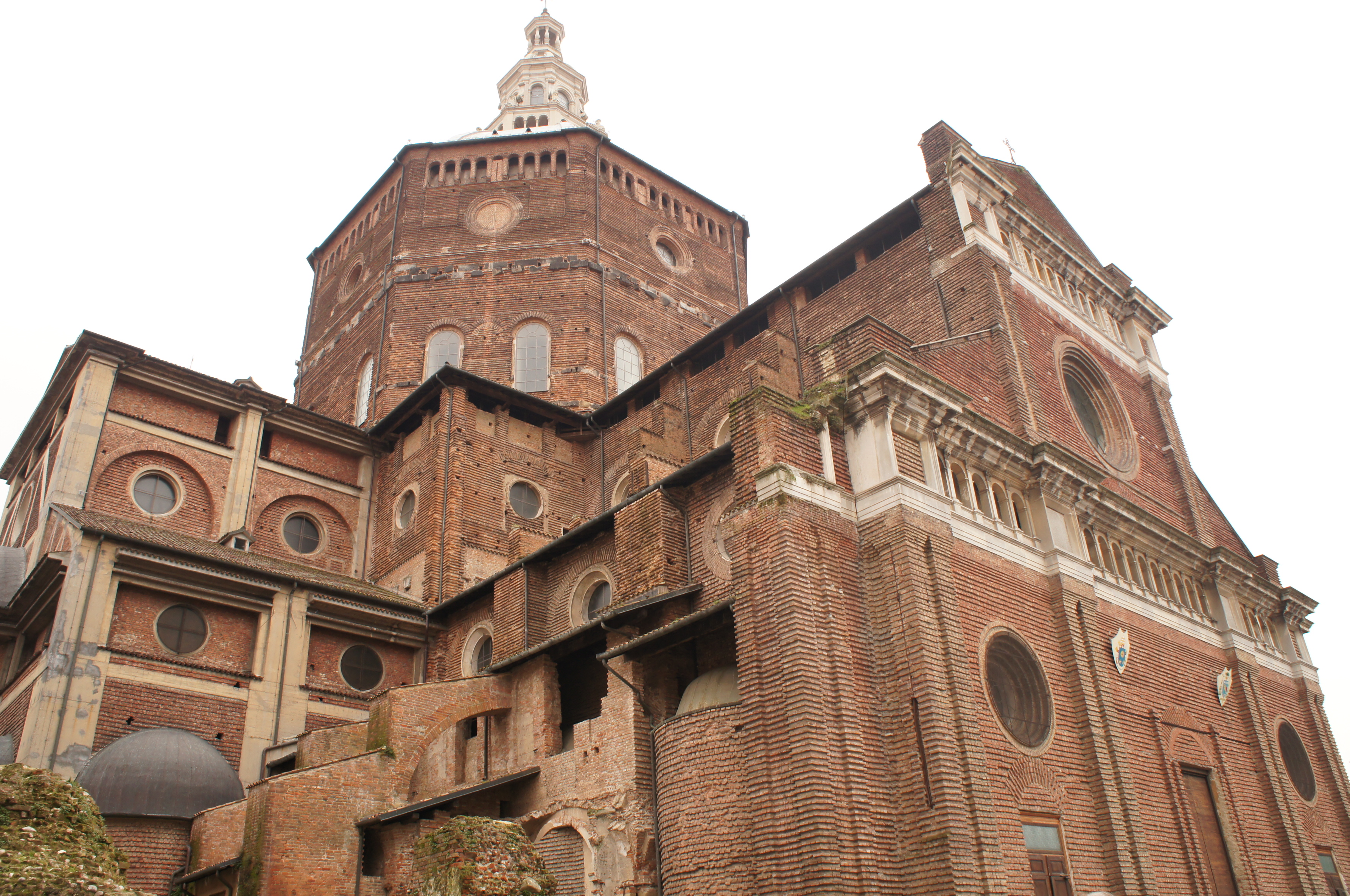
Kathedrale Santa Maria Assunta e Santo Stefano Protomartire in Pavia